# كين لويس
كين لويس (10 نوفمبر 1928 - ) (بالإنجليزية: Ken Lewis)‏ هو لاعب كريكت بريطاني.

## وصلات خارجية
- كين لويس على موقع إي آس بي آن كريك إنفو (الإنجليزية)